# ESRAM
La ESRAM è una memoria di tipo volatile che si dedica in modo esplicito alla GPU.
Tale memoria, utilizzata fortemente nelle console di ultima generazione come Xbox One di Microsoft, rende più veloce lo scambio di informazioni (soprattutto durante le fasi di rendering delle immagini), permettendo di raggiungere una risoluzione di 1080p ed una velocità di 60 fotogrammi al secondo.